# Scandia (Minnesota)
Scandia es una ciudad ubicada en el condado de Washington en el estado estadounidense de Minnesota. En el Censo de 2010 tenía una población de 3936 habitantes y una densidad poblacional de 38,17 personas por km².

## Geografía
Scandia se encuentra ubicada en las coordenadas 45°15′6″N 92°50′0″O / 45.25167, -92.83333. Según la Oficina del Censo de los Estados Unidos, Scandia tiene una superficie total de 103.13 km², de la cual 90.13 km² corresponden a tierra firme y (12.6%) 12.99 km² es agua.

## Demografía
Según el censo de 2010, había 3936 personas residiendo en Scandia. La densidad de población era de 38,17 hab./km². De los 3936 habitantes, Scandia estaba compuesto por el 97.18% blancos, el 0.1% eran afroamericanos, el 0.43% eran amerindios, el 0.97% eran asiáticos, el 0% eran isleños del Pacífico, el 0.38% eran de otras razas y el 0.94% pertenecían a dos o más razas. Del total de la población el 1.32% eran hispanos o latinos de cualquier raza.